# گودو، گیفو
گودو، گیفو (به لاتین: Gōdo, Gifu) یک منطقهٔ مسکونی در ژاپن است که در استان گیفو واقع شده‌است. گودو  ۱۹٬۹۰۲ نفر جمعیت دارد.